# 坪田譲治文学賞
坪田譲治文学賞（つぼたじょうじぶんがくしょう）は、1984年12月に岡山市が制定した文学賞である。岡山市名誉市民の坪田譲治の業績を称えるとともに、創作活動の奨励と市民文化の向上とを目的としている。 9月1日を基準日として、前1年間に刊行された文学作品の中から、大人も子どもも共有できる優れた作品を1点選考する。受賞者には正賞としてメダル（鳥の少年蛭田二郎作）、副賞として100万円が授与される。
現在の選考委員は、阿川佐和子、五木寛之、川村湊、高井有一、西本鶏介、森詠。

## 受賞作一覧
注：毎年1月頃に前年度の受賞作が発表される（表示受賞年度に対し、受賞年は次年）

### 第1回から第10回
| 回（年度）       | 受賞作                                      | 著者     | 初刊                   |
| ---------------- | ------------------------------------------- | -------- | ---------------------- |
| 第1回（1985年）  | 『心映えの記』                              | 太田治子 | 1985年2月 中央公論社   |
| 第2回（1986年）  | 『ふたつの家のちえ子』                      | 今村葦子 | 1986年5月 評論社       |
| 第3回（1987年）  | 『ぼくのお姉さん』                          | 丘修三   | 1986年12月 偕成社      |
| 第4回（1988年）  | 『四万十川 あつよしの夏』                   | 笹山久三 | 1988年1月 河出書房新社 |
| 第5回（1989年）  | 『身がわり 母・有吉佐和子との日日』         | 有吉玉青 | 1989年3月 新潮社       |
| 第6回（1990年）  | 『おどる牛』                                | 川重茂子 | 1989年9月 文研出版     |
| 第7回（1991年）  | 『こうばしい日々』                          | 江國香織 | 1990年9月 あかね書房   |
| 第8回（1992年）  | 『卵洗い』                                  | 立松和平 | 1992年5月 講談社       |
| 第9回（1993年）  | 『半分のふるさと 私が日本にいたときのこと』 | 李相琴   | 1993年5月 福音館書店   |
| 第10回（1994年） | 『オサムの朝』                              | 森詠     | 1994年3月 集英社       |

### 第11回から第20回
| 回（年度）       | 受賞作                         | 著者         | 初刊                    |
| ---------------- | ------------------------------ | ------------ | ----------------------- |
| 第11回（1995年） | 『泣けない魚たち』             | 阿部夏丸     | 1995年5月 ブロンズ新社  |
| 第12回（1996年） | 『ぼくたちの〈日露〉戦争』     | 渡辺毅       | 1996年2月 邑書林        |
| 第13回（1997年） | 『ぼくはきみのおにいさん』     | 角田光代     | 1996年10月 河出書房新社 |
| 第14回（1998年） | 『ナイフ』                     | 重松清       | 1997年11月 新潮社       |
| 第15回（1999年） | 『ウメ子』                     | 阿川佐和子   | 1999年1月 小学館        |
| 第16回（2000年） | 『ニライカナイの空で』         | 上野哲也     | 2000年6月 講談社        |
| 第17回（2001年） | 『翼はいつまでも』             | 川上健一     | 2001年7月 集英社        |
| 第18回（2002年） | 『麦ふみクーツェ』             | いしいしんじ | 2002年6月 理論社        |
| 第19回（2003年） | 『人形の旅立ち』               | 長谷川摂子   | 2003年6月 福音館書店    |
| 第20回（2004年） | 『ペーターという名のオオカミ』 | 那須田淳     | 2003年12月 小峰書店     |

### 第21回から第30回
| 回（年度）       | 受賞作                       | 著者       | 初刊                |
| ---------------- | ---------------------------- | ---------- | ------------------- |
| 第21回（2005年） | 『ぎぶそん』                 | 伊藤たかみ | 2005年5月 ポプラ社  |
| 第22回（2006年） | 『空をつかむまで』           | 関口尚     | 2006年4月 集英社    |
| 第23回（2007年） | 『しずかな日々』             | 椰月美智子 | 2006年10月 講談社   |
| 第24回（2008年） | 『戸村飯店 青春100連発』     | 瀬尾まいこ | 2008年3月 理論社    |
| 第25回（2009年） | 『トーキョー・クロスロード』 | 濱野京子   | 2008年11月 ポプラ社 |
| 第26回（2010年） | 『おれのおばさん』           | 佐川光晴   | 2010年6月 集英社    |
| 第27回（2011年） | 『鉄のしぶきがはねる』       | まはら三桃 | 2011年2月 講談社    |
| 第28回（2012年） | 『きみはいい子』             | 中脇初枝   | 2012年5月 ポプラ社  |
| 第29回（2013年） | 『世界地図の下書き』         | 朝井リョウ | 2013年7月 集英社    |
| 第30回（2014年） | 『クリオネのしっぽ』         | 長崎夏海   | 2014年4月 講談社    |

### 第31回から第40回
| 回（年度）       | 受賞作                     | 著者       | 初刊                  |
| ---------------- | -------------------------- | ---------- | --------------------- |
| 第31回（2015年） | 『いとの森の家』           | 東直子     | 2014年10月 ポプラ社   |
| 第32回（2016年） | 『Masato』                 | 岩城けい   | 2015年9月 集英社      |
| 第33回（2017年） | 『キジムナーkids』         | 上原正三   | 2017年6月 現代書館    |
| 第34回（2018年） | 『ペンギンは空を見上げる』 | 八重野統摩 | 2018年5月 東京創元社  |
| 第35回（2019年） | 『あららのはたけ』         | 村中李衣   | 2019年6月 偕成社      |
| 第36回（2020年） | 『もうひとつの曲がり角』   | 岩瀬成子   | 2019年9月 講談社      |
| 第37回（2021年） | 『旅する練習』             | 乗代雄介   | 2021年1月 講談社      |
| 第38回（2022年） | 『ぼくんちのねこのはなし』 | いとうみく | 2021年12月 くもん出版 |
| 第39回（2023年） | 『成瀬は天下を取りにいく』 | 宮島未奈   | 2023年3月 新潮社      |
| 第40回（2024年） | 『ひみつだけど、話します』 | 堀川理万子 | 2023年11月 あかね書房 |